# Rimski pozdrav
Rimski pozdrav (latinski Saluto romano) je gesta kojom se ruka, najčešće desna, ruka ispruži s dlanovima okrenutim prema tlu i spojenim prstima. Unatoč naziva kao i tradicionalnog tumačenja kako potječe iz doba starog Rima gdje se navodno rabio u službene svrhe, u službenu uporabu uveden je tek u fašističkoj Italiji, a taj su običaj kasnije preuzeli i drugi fašistički režimi i pokreti, uključujući nacionalsocijalističku Njemačku gdje je službeno uvedena inačica poznata kao Hitlerov pozdrav. Nakon Drugoga svjetskog rata je brojnim državama javno korištenje rimskog pozdrava zabranjeno zakonom.